# Schilderkunst van A tot Z

## A
aardkleur - additieve kleurmenging - Amsterdams impressionisme - abstracte kunst - acrylverf - actionpainting - airbrush - alizarine - alkydverf - anatomie - animisme - aquarel - art brut - arte povera - art-nouveau - assemblage - atelier - atmosferisch perspectief - autolak

## B
barok - Bauhaus - beitsen - biomorfische schilderkunst - bladgoud - bodypainting - boekverluchting - brandschilderen - byzantijnse kunst

## C
cadmiumpigment - classicisme - clair-obscur - coating - complementaire kleur - compositie - conceptual art - constructivisme - contrast - cobra - colorfield painting - cyaan

## D
dadaïsme - daguerreotypie - Dendermondse school - Der Blaue Reiter - Die Brücke - dispersie - dotpainting - doubleren

## E
ecoline - emulsie - ets - expressionisme

## F
fantasy - fauvisme - figuratieve kunst - Figuration Libre - fluorescentie - fresco - fundamentele kunst - futurisme

## G
genrestuk - glaceertechniek - graffiti - grisaille - gotiek - gouden eeuw - gouache - gulden snede

## H
Haagse School -
hanzi -
hard edge -
Hekelgemse zandschilderkunst -
hermitage -
horror vacui -
hyperrealisme

## I
icoon - illustratie - impressionisme - informele schilderkunst - iriseren

## J
Johannes Itten - Jugendstil

## K
kalligrafie - Kalmthoutse School - kleur - kleurcontrast - kleurencirkel - kleurpotlood - kubisme - kunstschilders op alfabet - kunstschilders op geboortedatum - kwast

## L
landschap - Larense school - Latemse Scholen - Les XX - lijnperspectief - lithografie - loodwit - Louvre - luminisme

## M
magenta - magisch realisme - mandala - minimal art - moderne Nederlandse kunstenaars - mozaïek - muralisme

## N
naaktmodel - naïeve kunst - naturalisme - neo-expressionisme - neo-impressionisme - nervia - nieuwe zakelijkheid - nieuw realisme - nieuwe figuratie - nieuwe wilden

## O
odalisk - olieverf - onderschildering - Oost-Indische inkt - orphisme - op-art

## P
palet - paletmes - Parijse salon - pastelkleur - patina - patroon - penseel - perspectief - petroglief - pictogram - pigment - pittura metafisica - plakkaatverf - plafondschildering - plafondstuk - pointillisme - popart - portret - postimpressionisme - prerafaëlieten -  primaire kleur - primitivisme - Puteaux-groep

## R
rayonisme - realisme- repoussoir - Rijksmuseum Amsterdam - Romaanse kunst - romantiek - rotstekening

## S
schilder -
schaduw -
schildersmodel -
schilderij -
schilderkunst -
schildersdoek -
schildersezel -
schildertechniek -
school van Tervuren -
Section d'or -
secundaire kleur -
Sezession -
sfumato -
Sikkens -
silhouet -
sjabloon -
sociaal realisme -
spectrum -
spieraam -
stilleven -
De Stijl -
stofuitdrukking -
subtractieve kleurmenging -
suprematisme -
surrealisme -
symbolisme -
symbool -
symmetrie

## T
Talens - tatoeage - tempera - terpentijn - tertiaire kleur - thangka - thermisch spuiten - transavanguardia Italiana - trompe-l'oeil - turquoise

## V
vacuümtafel - verf - verfspuit - verkorting - Vlaamse primitieven - vlakverdeling

## W
wasschilderen - waterverf - waterverf-illusie

## X
xerografie

## Z
zandstralen - zeefdruk - zinkwit